# Hohe Schule (Ingolstadt)

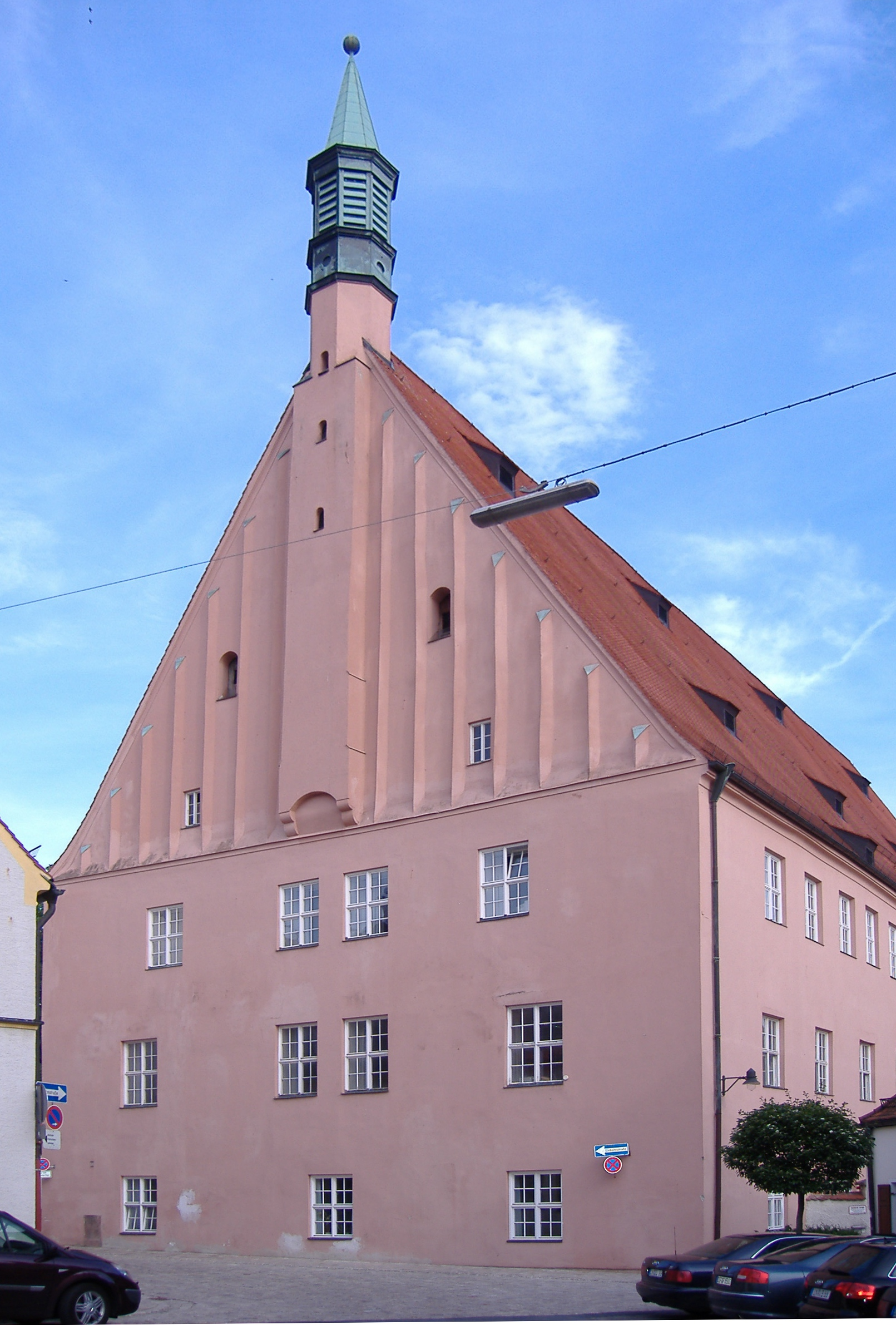
Die Hohe Schule in Ingolstadt

Die Hohe Schule ist ein Profanbau aus dem 15. Jahrhundert in der Altstadt von Ingolstadt. Der mehrgeschossige Bau mit hohem Satteldach hat einen durch Kantlisenen gegliedertem Nordgiebel mit Dachreiter. Das Gebäude diente im Laufe der Zeit unterschiedlichen Einrichtungen und wurde baulich mehrfach leicht verändert.

## Geschichte

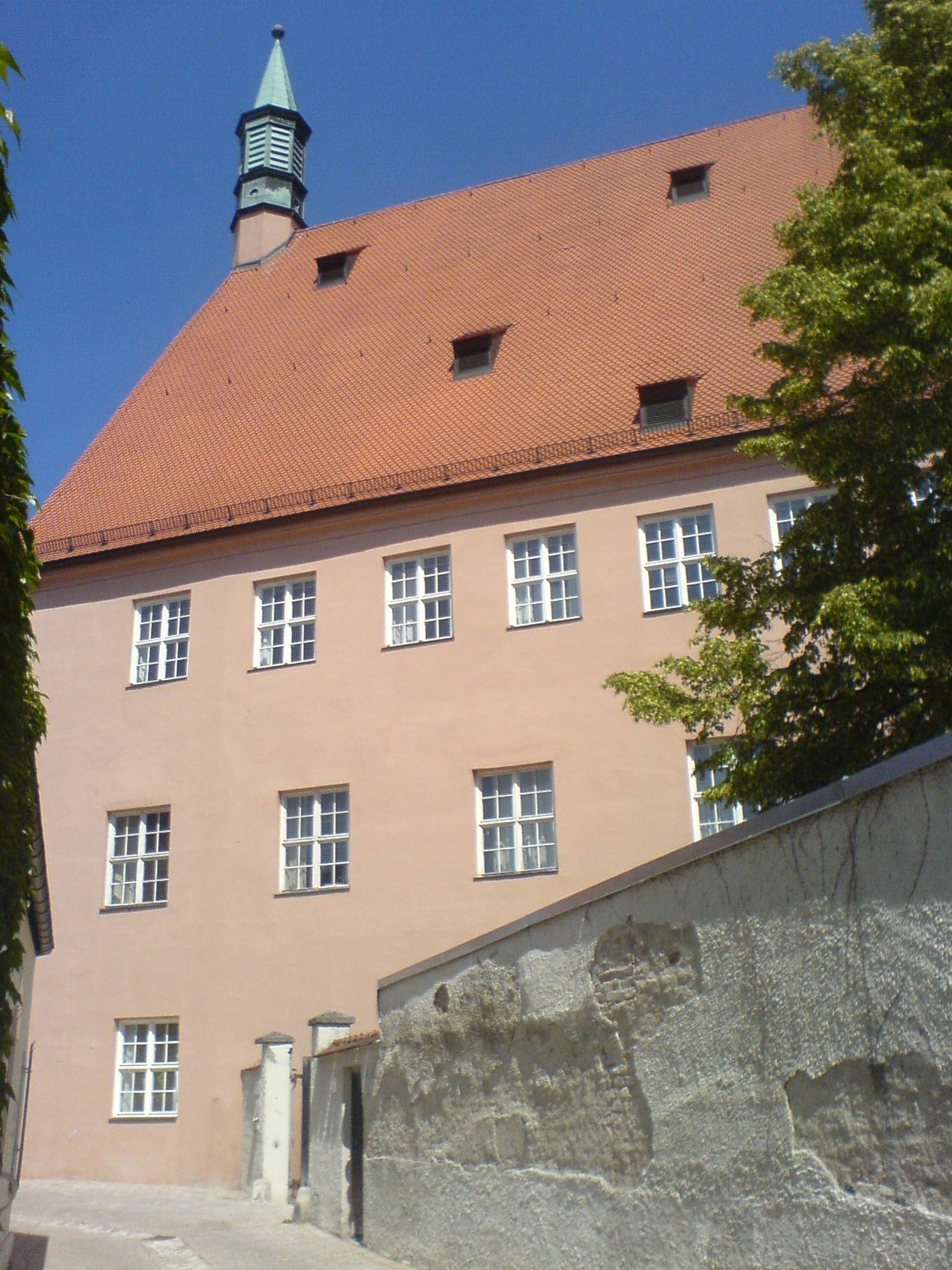
Seitenansicht

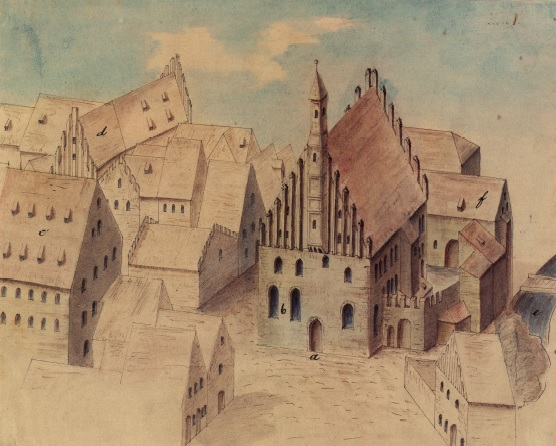
Hohe Schule 1571 (Nordansicht)

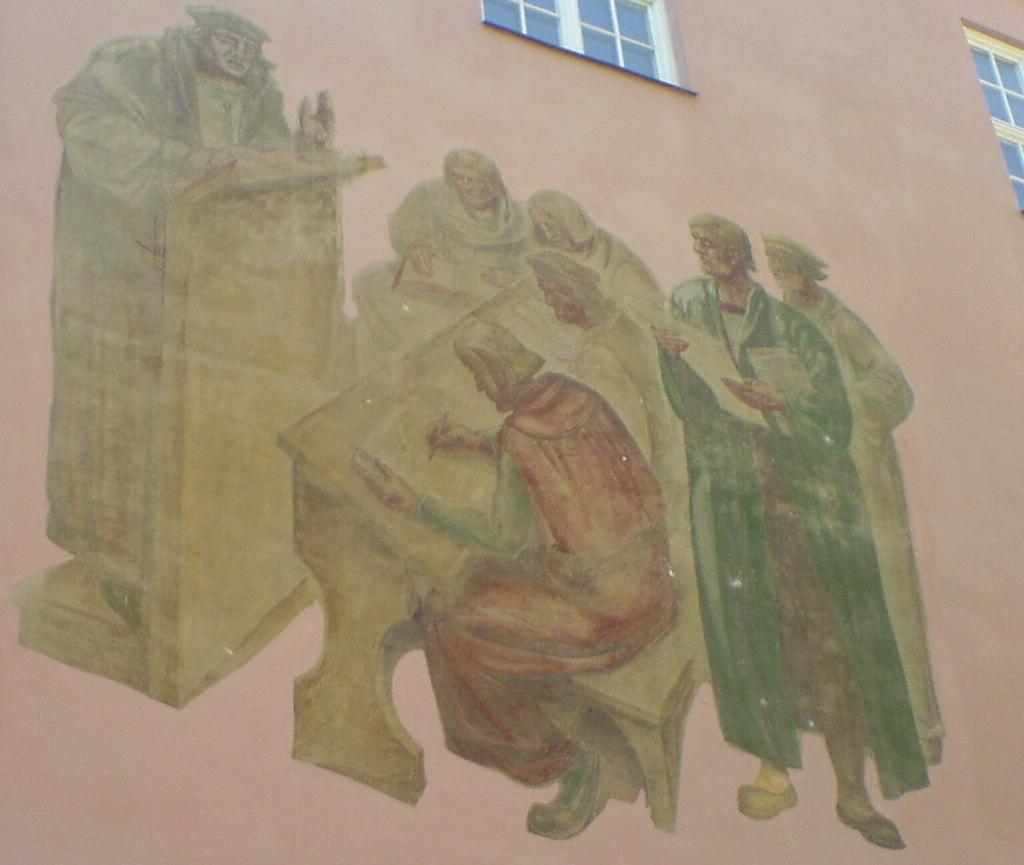
Fresko an der Außenseite von Johannes Eppelein

### Pfründnerhaus
Das Gebäude wurde 1429 als Pfründnerhaus von Herzog Ludwig dem Gebarteten von Bayern-Ingolstadt gestiftet, wobei die dort untergebrachten Armen für das Seelenheil des Herzogs beten sollten. Mit dem Bau wurde um 1434 begonnen, wobei eine dendrochronologische Analyse des Dachstuhls eine Datierung auf die Jahre 1435/36 ergab. Bei der Stiftung wurde dem Bischof von Eichstätt das Recht eingeräumt, den Bau für andere, heilsamere Zwecke zu verwenden.

### Universitätsgebäude
siehe auch: Universität Ingolstadt
Seit 1458 bestanden Absichten zur Gründung einer Universität in Bayern. Als diese von Ludwig dem Reichen 1472 mit päpstlichem Privileg errichtet wurde, kamen Papst und Bischof auf die Möglichkeit einer alternativen Nutzung des Pfründehauses zurück und übereigneten es der jungen Universität. Ab 1472 wurde das Pfründnerhaus zum Universitätsgebäude umgebaut und war anschließend von 1503 bis 1800 Sitz der ersten bayerischen Landesuniversität. Da die Größe des Gebäudes bald nicht mehr ausreichte wurden für einzelne Fakultäten eigene Gebäude, wie etwa für die medizinische Fakultät die Anatomie gebaut. Etwa fünfzig Jahre vor dem Wegzug der Universität aus Ingolstadt im Jahr 1800 mussten an der Hohe Schule umfangreiche Reparaturen durchgeführt werden. Mit dem Wegzug verlor das Gebäude zwar seine Funktion als Universitätsgebäude, der Begriff Hohe Schule für den Bau blieb jedoch erhalten.

### Schulhaus
Auch nach seiner Universitätszeit war das Gebäude ein Ort der Bildung und wurde überwiegend als Schulhaus genutzt. So beherbergte es beispielsweise zwischen 1971 und 1977 das Apian-Gymnasium, bis zu dessen Umzug in den Neubau an der Maximilianstraße. Bereits Anfang der 1930er Jahre wurde die Hohe Schule zum Teil vom Stadtbaurat Franz Xaver Schwäbl historisierend umgebaut und in diesen Jahren entstand das lebensgroße Fresko von Maler Johannes Eppelein. In den 1990er Jahren erfolgte eine umfassende Sanierung, die eine weitere Nutzung des Gebäudes ermöglichte.

## Heutige Nutzung
Von 2002 bis 2013 wurden Räumlichkeiten im Erdgeschoss der Hohen Schule als Restaurant genutzt. Zur Erhaltung der wertvollen Fresken war es von Anfang an als Nichtrauchercafé konzipiert.
Im Jahr 2005 beschloss das Bayerische Ministerium für Wissenschaft, Forschung und Kunst, das Zentrum für Hochschuldidaktik der bayerischen Fachhochschulen (DiZ) nach Ingolstadt in die Hohe Schule zu verlegen. Hier erhalten die Professoren und Dozenten der bayerischen Fachhochschulen ihre Didaktikfortbildung. Im Zuge der Integration des DiZ in das Bayerische Zentrum für Innovative Lehre mit neuem Standort in München musste der Standort Hohe Schule 2025 aufgegeben werden und die Aktivitäten wurden nach München und Nürnberg verlagert.
Des Weiteren beherbergt die Hohe Schule den Lehrstuhl für Bürgerliches Recht, Zivilprozessrecht und Insolvenzrecht der Wirtschaftswissenschaftlichen Fakultät der Katholischen Universität Eichstätt-Ingolstadt, die Ingolstädter Geschäftsstelle der IHK sowie ausgelagerte Klassenzimmer der FOSBOS Ingolstadt.